# Panayglasögonfågel
Panayglasögonfågel (Zosterornis latistriatus) är en fågel i familjen glasögonfåglar inom ordningen tättingar.

## Utseende
Panayglasögonfågeln är en 15 cm lång tätting. På ovansidan från hjässa till stjärt är den olivgrön. Undersidan är gräddgul med kraftiga mörka streck. Ansiktet är gräddvit med ett smalt svart ögonstreck. Arten liknar nära släktingarna luzonglasögonfågel och negrosglasögonfågel, men är mycket kraftigare streckad.

## Utbredning och systematik
Fågeln förekommer enbart i bergsskogar på Panay i centrala Filippinerna. Där hittas den endast på västra sidan av ön, kring Mount Baloy och närliggande bergstoppar. Den behandlas som monotypisk, det vill säga att den inte delas in i några underarter.

### Släktes- och familjetillhörighet
Liksom flera andra glasögonfåglar i Filippinerna behandlades den tidigare som en medlem av familjen timalior (Timaliidae), då i släktet Stachyris. Genetiska studier visar dock att de är en del av glasögonfåglarna.

## Levnadssätt
Panayglasögonfågeln hittas i bergsbelägen städsegrön skog och mosskog, från 1000 till 1900 meters höjd, men huvudsakligen över 1400. Den ses enstaka eller i par, ibland också i smågrupper, födosöka efter insekter men även frön, vanligen tre till tolv meter ovan mark. Häckningstiden är oklar, med fynd av ett bo i oktober och fåglar i häckningstillstånd i april. Ett funnet bo var en sammanvävd skål av död mossa som hängdes fem meter ovan mark bland smågrenar mitt i trädkronan av ett litet träd. Däri låg två ägg.

## Status
Panayglasögonfågeln har ett mycket begränsat utbredningsområden, men den är mycket vanlig på Mount Baloy och beståndet anses vara stabilt. Internationella naturvårdsunionen IUCN kategoriserar arten som livskraftig.